# البريكيين
البريكيين هي جماعة قروية تبعد 12 كلم عن ابن جرير، تابعة لإقليم الرحامنة ضمن جهة مراكش أسفي بالمغرب. بلغ مجموع عدد سكان جماعة البريكيين حسب إحصاء 2004 حوالي 13225 نسمة يعيشون في 2104 أسرة.

## إحصاء عام
| السنة | عدد السكان | عدد الأسر | عدد الأجانب |
| ----- | ---------- | --------- | ----------- |
| 1994  | 12689      | 1821      | °°°°        |
| 2004  | 13225      | 2104      | 0           |